# Tyrone Huntley
Tyrone Huntley (Lincoln, 1989) è un attore e cantante da musical britannico.

## Biografia
Dopo essersi diplomato alla Mountview Academy of Theatre Arts nel 2011, Huntley si unì al tour britannico del musical Sister Act nel ruolo di T.J. L'anno successivo ha debuttato nel West End di Londra, nella produzione originale inglese di The Book of Mormon con Gavin Creel. Nel 2014 interpreta Seeweed nel musical Hairspray a Leicester e torna a Londra per recitare in Porgy and Bess nell'ensemble e come primo sostituto per il ruolo di Sportin' Life. Nel 2015 recita nella prima produzione britannica di Memphis con Killian Donnelly, mentre nel 2016 interpreta Giuda Iscariota in un apprezzato revival di Jesus Christ Superstar: per la sua performance vince l'Evening Standard Award al miglior debuttante e viene candidato al Laurence Olivier Award al miglior attore in un musical. Nel 2016 si unisce al cast della prima produzione britannica di Dreamgirls, con Amber Riley nei panni della protagonista. Nell'estate 2017 torna a interpretare Giuda in Jesus Christ Superstar e nel 2018 canta nella prima londinese di Sondheim on Sondheim. Nel 2020 ha una parte nella serie di Steve McQueen Small Axe, mentre nel 2024 a recitare sulle scene del West End in un revival di Hello, Dolly! con Imelda Staunton in cartellone al London Palladium.